# Comuna Buda, Călărași
Comuna Buda este o comună din raionul Călărași, Republica Moldova. Este formată din satele Buda (sat-reședință) și Ursari.

## Demografie
Conform datelor recensământului din 2014, comuna are o populație de 987 de locuitori. La recensământul din 2004 erau 1.084 de locuitori.

## Administrație și politică
Componența Consiliului local Buda (9 consilieri), ales la 5 noiembrie 2023, este următoarea:
|  | Partid                                        | Consilieri | Componență | Componență | Componență | Componență |
|  | --------------------------------------------- | ---------- | ---------- | ---------- | ---------- | ---------- |
|  | Partidul „Renaștere”                          | 4          |            |            |            |            |
|  | Partidul Acțiune și Solidaritate              | 3          |            |            |            |            |
|  | Partidul Dezvoltării și Consolidării Moldovei | 2          |            |            |            |            |